# Škoda Artic

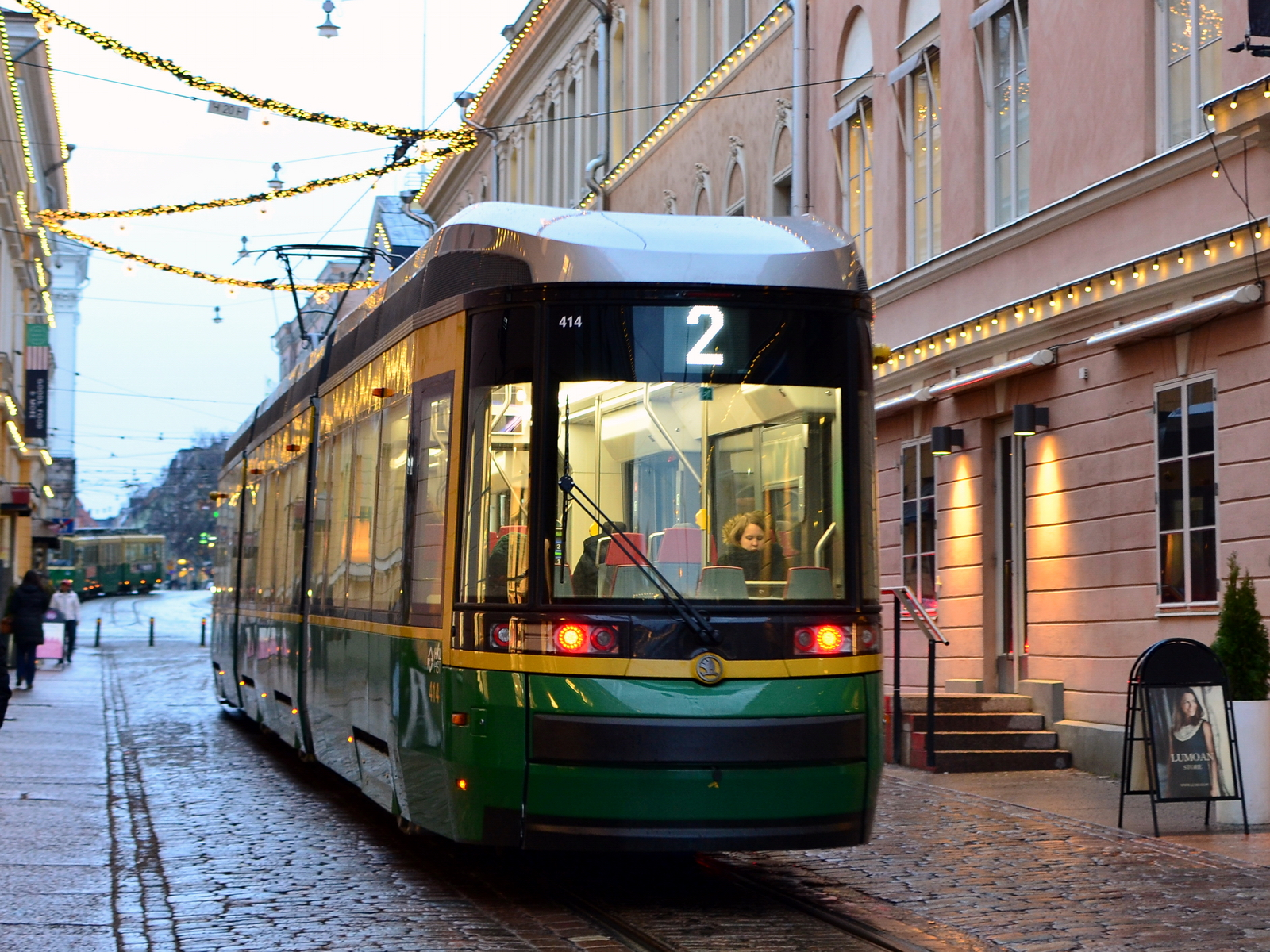
Artic-Straßenbahnzug in Helsinki

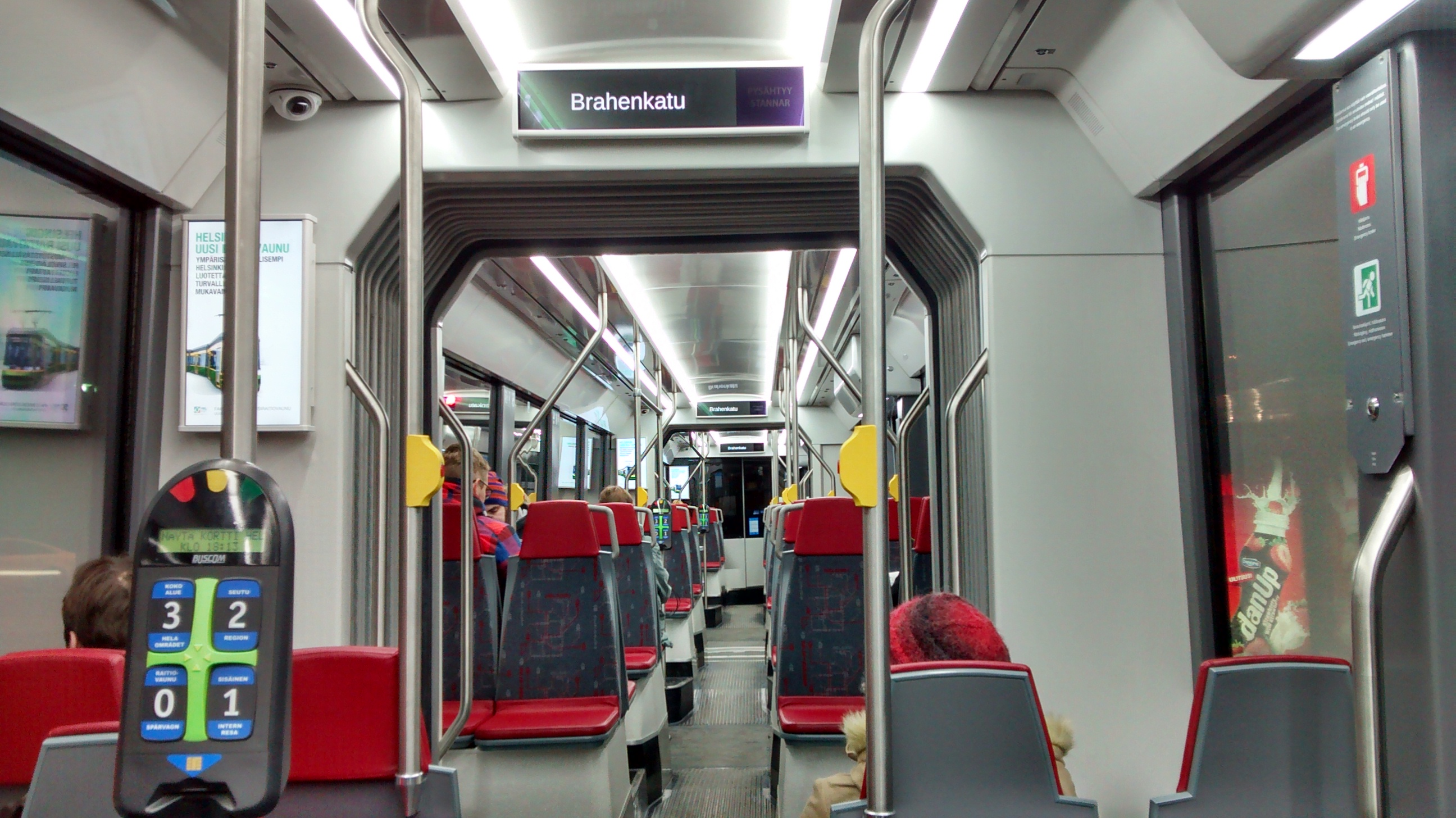
Innenraum

Škoda Artic, auch ARTIC und bis 2015 Transtech Artic, ist eine Straßenbahnwagenbauart. Die niederflurigen Gelenkwagen mit aufgesattelten Endteilen wurden von Transtech in Finnland entwickelt und gebaut. Seit der Übernahme von Transtech durch Škoda Transportation werden sie unter dem Produktnamen Škoda ForCity Smart Artic vermarktet.

## Artic Helsinki

### Vorgeschichte
Die ersten Niederflurfahrzeuge beschaffte die Straßenbahn Helsinki ab 1999. Angeschafft wurden 40 Variobahnen des Herstellers Bombardier. Diese Fahrzeuge stellten den Betrieb vor große Probleme, die Verfügbarkeit war aufgrund häufiger technischer Ausfälle und langer Werkstattaufenthalte für notwendige Reparaturen viel geringer als erwartet und die Multigelenkbauweise mit Antrieben durch Radnabenmotoren führte zu starkem Verschleiß, sowohl an Radreifen als auch am Gleiskörper. Insgesamt zeigte sich die Konstruktion weder dem Straßenbahnnetz in Helsinki, das viele enge Bögen, Weichen und Steigungen aufweist, noch den klimatischen Verhältnissen in Finnland gewachsen. Aus diesem Grund kam eine Nachbestellung der Variobahnen nicht in Frage. Für die Suche nach Alternativen nahm man sich viel Zeit, und für diese Übergangszeit wurde zunächst ein Großteil der vorhandenen Hochflurfahrzeuge durch die Ausrüstung mit Niederflurmittelteilen auf ein zeitgemäßes Komfortniveau gebracht.

### Entwicklung
Für die Neubeschaffung von Niederflurstraßenbahnwagen wertete man die Probleme der vorhandenen Fahrzeuge aus und bewertete auch die Vor- und Nachteile von Fahrzeugen aus anderen Betrieben. Im Jahr 2007 wurde ein Wagen des Typs TMK 2200 des kroatischen Herstellers Crotram testweise im Linienverkehr in Helsinki eingesetzt. Letztendlich kam man zu dem Schluss, dass sich Gelenktriebwagen mit echten Drehgestellen für die schwierige Topografie des Straßenbahnnetzes der finnischen Hauptstadt am besten eignen würden. Für die Ausschreibung der nächsten Fahrzeuggeneration wurde ein sehr detailliertes Lastenheft erstellt, das beispielsweise auch Anforderungen enthielt wie Klimatisierung und Fußbodenheizung, den Verzicht auf Klebeverbindungen im Dach- und Fensterbereich, um einerseits der Witterung und auch kurzen Reparaturzeiten Rechnung zu tragen. Von den Neufahrzeugen sollten zunächst zwei Prototypen geliefert werden, die zwei Jahre im Regelbetrieb eingesetzt würden. Erst nach dieser Testphase und eventuell notwendigen Anpassungen sollten die 38 Serienfahrzeuge folgen.
Am 25. März 2011 gab die HKL das Ergebnis der Ausschreibung bekannt. Die Wagen im Auftragswert von 113 Millionen Euro sollten von der finnischen Firma Transtech gebaut und geliefert werden. Die zwei Prototypen sollten ab 2013 geliefert werden, die Serienlieferung sollte Ende 2015 beginnen. Zusätzlich zu der Bestellung der 40 Wagen wurde eine Option auf 90 zusätzliche Fahrzeuge vereinbart. Eine erste Designstudie der Fahrzeuge wurde im Juni 2012 auf der Messe HiDesign in Helsinki ausgestellt.

### Erprobung

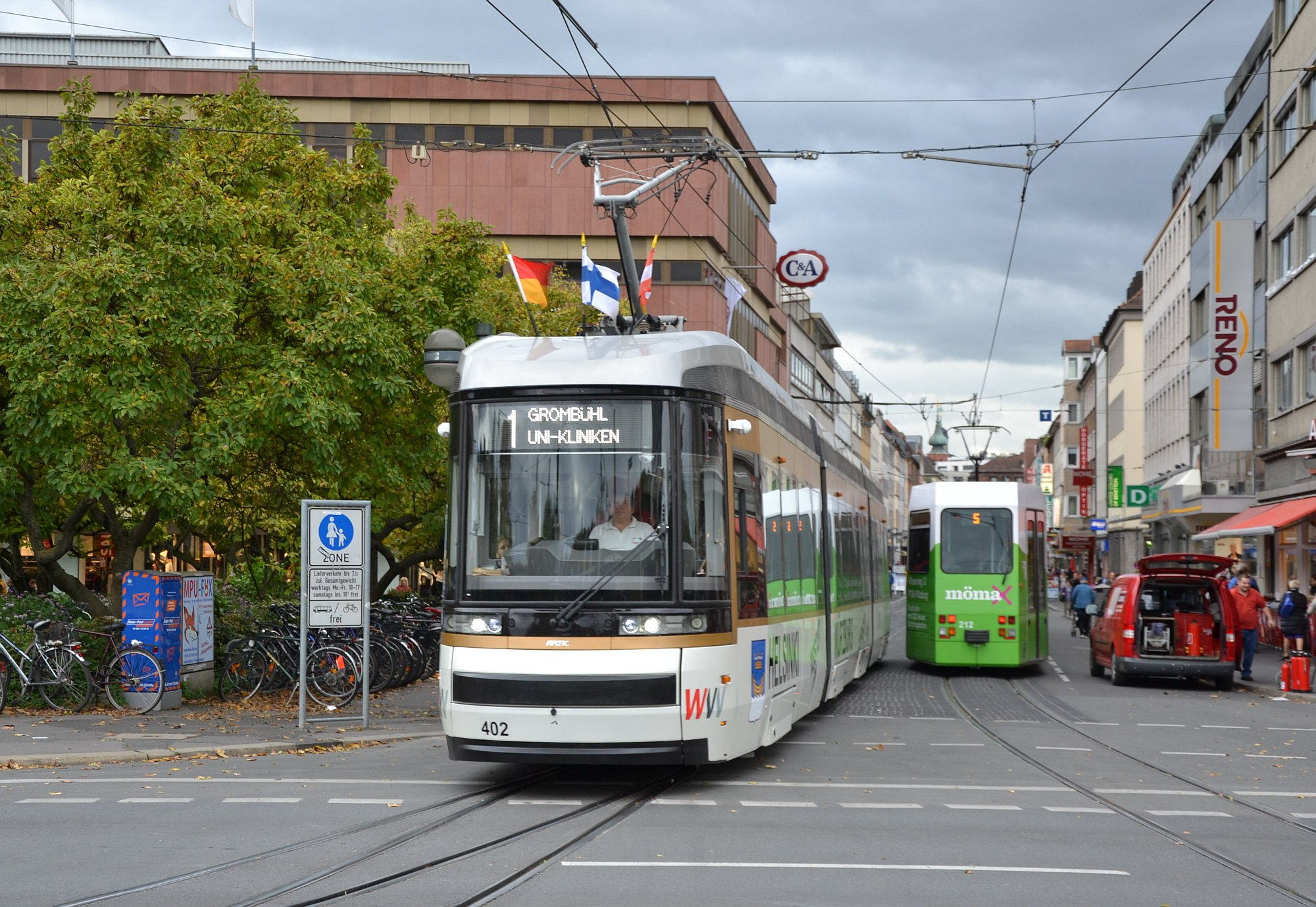
Artic 402 in weiß/goldener Beklebung während der Erprobung in Würzburg im Oktober 2014

Das erste Fahrzeug, der Wagen 401, wurde im Sommer 2013 fertiggestellt. Seit Mitte August 2013 wurde der Wagen, parallel zur laufenden Fahrerschulung, schon tageweise auf allen Linien Helsinkis im planmäßigen Linienverkehr eingesetzt. Die Ablieferung des zweiten Wagens mit der Nummer 402 folgte im November 2013. Die Erprobung wurde von einer umfangreichen Kampagne in den Medien und den sozialen Netzwerken begleitet. Dabei wurden die Fahrgäste aufgefordert, ihre Meinung zu den neuen Wagen zu äußern. Sowohl beim Personal wie auch beim Publikum erhielten die Wagen viel positive Resonanz. Gelobt wurden besonders die geräumige Bauweise und der ruhige Lauf, vor allem im Vergleich zu den Variobahnen. Ein hauptsächlicher Kritikpunkt war die anfangs zu grell eingestellte Innenbeleuchtung.

### Serienbau
Nach dem Abschluss der Tests mit den beiden Wagen lief Ende 2015 die Serienfertigung an. Mittlerweile war Transtech von Škoda Transportation übernommen worden, so dass alle Serienfahrzeuge bereits als Škoda Artic abgeliefert werden. Gegenüber den Prototypen waren für den Serienbau nur geringfügige Anpassungen erforderlich, am auffälligsten ist die Veränderung der Drehgestellblenden. Ab Wagen 411 tragen die Fahrzeuge das Škoda-Logo auf Front und Heck. Bis Ende 2017 waren alle vierzig Fahrzeuge der Erstbestellung im Einsatz.
Im Dezember 2016 wurde von den HKL die Nachbestellung von 20 Fahrzeugen bekanntgegeben. Die Fahrzeuge aus der ersten Optionsbestellung haben einen Auftragswert von 57,3 Millionen Euro. Bau und Lieferung schlossen sich nahtlos an die vierzig Fahrzeuge der Erstlieferung an. Sie wurden unter anderem beschafft, um die Variobahnen der HKL zu ersetzen.
Der Kauf von weiteren zehn Fahrzeugen aus der Option wurde im Juni 2018 bekanntgegeben; sie wurden zwischen April und Oktober 2019 geliefert. Man wollte damit für steigende Fahrgastzahlen und Streckenerweiterungen gerüstet sein. Mit den als Ersatz für die beiden nach Schöneiche verkauften Prototypen beschafften Wagen 471 und 472 endete die Beschaffung dieses Fahrzeugtyps im November 2019.

### Technik
Die Triebwagen sind als Einrichtungsfahrzeuge mit einem vollwertigen Führerstand und Türen nur auf der rechten Wagenseite ausgebildet. Für die Rückwärtsfahrt gibt es am hinteren Ende einen vereinfachten Heckfahrschalter, der aus der Seitenwand im Heck ausklappbar ist. Die Wagen laufen auf vier frei drehbaren Drehgestellen, einer für durchgehend niederflurige Straßenbahnwagen eher seltenen Konstruktion. Um einen niederflurigen Durchgang in den Drehgestellen zu erhalten, wurden Antriebe und Bremsscheiben an den Außenseiten der Achslager angebracht. Voith entwickelte und lieferte den kompletten Antriebsstrang für die Fahrzeuge (vom Stromabnehmer bis zum Radsatz – inkl. Stromrichter, Motoren und Getriebe) plus Monitoring und Fahrzeugsteuerung. Alle acht Achsen eines Artic werden von jeweils einem unabhängigen Fahrmotor mit einer Nennleistung von 65 kW angetrieben, die Antriebskräfte werden dabei über ein Winkelgetriebe KSH216 von Voith übertragen. Die mögliche Höchstgeschwindigkeit von bis zu 80 km/h kann derzeit im Netz von Helsinki nicht ausgefahren werden.
Die Bodenhöhe in den Einstiegen beträgt 360 mm über Schienenoberkante, durch leichte Rampen steigt die Höhe des Wagenbodens im Bereich über den Drehgestellen auf maximal 520 mm an. Zusätzlich bilden die Drehgestellabdeckungen bei einigen Sitzreihen Podeste. Der Innenraum bietet 74 feste Sitzplätze und 14 Klappsitze. Die Sitzflächen und Kopfstützen sind mit rotem Kunstleder bezogen, die Rückenlehnen sind mit grauem Stoff gepolstert, in den in roter Farbe das stilisierte Liniennetz der Straßenbahn Helsinki eingewebt ist. Der Innenraum bietet Platz für vier Rollstühle, seitlich der ersten Doppeltür ist eine manuell klapp- und schwenkbare Rampe zur Überbrückung eventueller Höhenunterschiede zu den Bahnsteigen eingebaut. Für den Fahrer ist eine geschlossene Fahrerkabine eingebaut, darin befindet sich links hinter dem Fahrer ein Platz für eine Begleitperson oder einen Fahrlehrer.
Mit Ausnahme der Scheinwerfer sind alle Beleuchtungen und Anzeigen in und an den Wagen in LED-Technik ausgeführt. Statt Außenspiegeln wurden zahlreiche Kameras eingebaut, die dem Fahrer Bilder von den Längsseiten des Wagens, jeweils von vorn und hinten liefern. Auf den A-Säulen im Führerstand sind Monitore eingebaut, auf die an den Haltestellen Bilder aller Einstiege übertragen werden. So sind gestörte Türen oder mobilitätseingeschränkte Fahrgäste für den Fahrer leicht erkennbar.
Die Wagenkästen wurden aus korrosionsarmen Stahl vollständig geschweißt, auf Klebeverbindungen, die durch Temperatureinflüsse leicht undicht werden könnten, wurde verzichtet. Den schwierigen klimatischen Bedingungen im Norden wird außerdem durch die Struktur der Einstiegsbereiche Rechnung getragen. Sie verhindert die Ansammlung von Schnee und Eis. Die Ansammlung von Feuchtigkeit und Kondenswasser in den Fahrzeugaufbauten wurde durch eine sorgfältige Wärmedämmung sowie durch Wassersperren und Feuchtigkeitsableitung eliminiert.
Das Traktionssystem sowie die Fahrzeugsteuerung wurde vom Stromabnehmer bis zu den Radsätzen vom Konsortialpartner der Fa. Voith in St. Pölten ausgelegt und geliefert. Zusätzlich war Voith auch für die Fahrzeugsteuerung verantwortlich.

### Testeinsatz in Würzburg
Um diesen Straßenbahntyp auch außerhalb Finnlands zu präsentieren, wurde der Wagen 402 im Herbst 2014 auf der Fachmesse InnoTrans in Berlin ausgestellt. Zu diesem Zweck wurde die Farbgebung in grün-gelb durch Folien in weiß und gebürstetem Gold überklebt. Im Anschluss an diese Ausstellung fanden mit diesem Wagen im Oktober 2014 umfangreiche Testfahrten im Streckennetz der Straßenbahn Würzburg statt. Zu Demonstrationsfahrten ohne Fahrgäste wurde auch die Steilstrecke in den Stadtteil Heuchelhof befahren. Da der Wagen jedoch nicht über die dafür vorgeschriebene automatische Geschwindigkeitsüberwachung verfügte, wurde er im planmäßigen Linienverkehr nur auf den flacheren Linien 1 und 4 eingesetzt.

## Artic Helsinki bei der Straßenbahn Schöneiche-Rüdersdorf
Die beiden Prototypen 401 und 402 sollten ab Sommer 2018 auf der Straßenbahnlinie 88 der Schöneicher-Rüdersdorfer Straßenbahn (SRS) zum Einsatz kommen. Nach anfänglichen Verzögerungen wurde am 21. August 2018 der Wagen 402 nach Schöneiche überführt und zunächst zur Erprobung und Ermittlung des Anpassungsbedarfs bis Ende Dezember 2018 an die SRS vermietet. Ende Oktober erwarb die SRS die beiden Fahrzeuge vorfristig, nachdem die Erprobung erfolgreich verlaufen war. Der Wagen 401 traf Ende März 2019 in Schöneiche ein. Ein drittes, fabrikneues Fahrzeug wurde 2019 bestellt und im März 2020 in Betrieb genommen. Die Wagen tragen in Schöneiche die Betriebsnummern 51 (ex. Helsinki 401), 52 (ex. Helsinki 402) und 53 (Neubau).

## Raide-Jokeri Artic (ForCity Smart Artic X54)
Am 28. September 2016 wurde bekanntgegeben, dass für die neu zu bauende Schnellstraßenbahnlinie 15 (Raide-Jokeri), die als Tangentiallinie von Itäkeskus im Osten Helsinkis nach Keilaniemi in der westlichen Nachbarstadt Espoo führen wird, dreißig Fahrzeuge vom Typ Artic angeschafft werden sollen. Im Unterschied zu den Stadtfahrzeugen sind sie Zweirichtungswagen und mit 34 Metern auch deutlich länger als diese. Zunächst wurde eine Farbgebung in orange diskutiert, um sich von der städtischen Straßenbahn abzuheben; die Designstudie des neuen Fahrzeugs wurde aber in türkis/weiß lackiert. Strecke und Fahrzeuge sollten im Jahr 2021 in Betrieb gehen.
Die Bestellung von 29 Wagen mit einem Auftragswert von 95,2 Millionen Euro wurde am 21. Dezember 2016 unterzeichnet. Der neue Fahrzeugtyp wurde in den bisherigen Veröffentlichungen als Raide-Jokeri Artic bezeichnet, als Akronym von Joukkoliikenteen kehämäinen raideinvestointi, sinngemäß übersetzt etwa Ringartige Gleisinvestition des öffentlichen Nahverkehrs (Helsinkis). Ein erster Prototyp wurde im April 2021 geliefert und im Helsinkier Bestandnetz getestet. Probefahrten im Fahrgastbetrieb fanden zwischen Herbst 2021 und Sommer 2022 statt. Zwischen November 2022 und Juni 2023 folgten Probefahrten auf der Raide-Jokeri-Strecke. Die Inbetriebnahme der Strecke erfolgte früher als geplant am 21. Oktober 2023.
Im Februar 2021 wurde die Anschaffung von weiteren 23 Fahrzeugen für die geplante Schnellstraßenbahn über die neu zu bauenden Kruunusillat-Brücken, die die Helsinkier Innenstadt mit dem Stadtteil Laajasalo verbinden werden, beschlossen. Diese Fahrzeuge sind identisch mit denen, die für den Betrieb auf der Raide-Jokeri-Linie vorgesehen sind. Das erste dieser Fahrzeuge wurde im März 2025 ausgeliefert.

## Artic Tampere (ForCity Smart Artic X34 / X45)
Für das 2021 eröffnete Straßenbahnnetz in der finnischen Stadt Tampere wurde eine Variante der Artic-Plattform entwickelt. Im Unterschied zu den anderen finnischen Netzen wurde eine Spurweite von 1435 mm (Normalspur) gewählt. Zunächst sollten fünfzehn bis zwanzig Zweirichtungswagen von 37 Metern Länge beschafft werden. Konkret wurden für den ersten Bauabschnitt neunzehn Fahrzeuge bestellt und Optionen für bis zu 46 weitere Wagen vereinbart.
Die Fahrzeuge können mit einem zusätzlichen Mittelteil um zehn Meter verlängert werden. Die Baureihenbezeichnung des Herstellers lautet Škoda ForCity Smart Artic X34 in der dreiteiligen und X45 in der vierteiligen Variante.
Der erste Wagen wurde im Mai 2020 geliefert, bis April 2021 wurden alle neunzehn Wagen des ersten Bauloses ausgeliefert. Ein zwanzigster Wagen wurde mit vorhandenen Komponenten gefertigt.
Im Mai 2022 wurden fünf weitere ForCity Smart für 34 Millionen Euro, die baugleich zu den 2020 gebauten Exemplaren sind, bestellt. Für die zweite Bauphase der Straßenbahn wird der Bestand mit einer Bestellung im Dezember 2022 weiter auf 28 Fahrzeuge aufgestockt. Im September 2024 wurden elf Verlängerungsmodule bestellt, um vierteilige Straßenbahnwagen zu erhalten. Diese sollen 2026 getestet werden. Zuletzt wurden 7 vierteilige Fahrzeuge und ein Verlängerungsmodul bestellt, sodass nun insgesamt 35 Fahrzeuge bestellt, von welchen 19 vierteilig sind.

### Technik
Die Artic Tampere sind vollständig niederflurige Zweirichtungsfahrzeuge mit Drehgestellen. Die dreiteiligen X34 sind 37,2 Meter lang, 2,65 Meter breit und bieten 104 Sitzplätze. Es können rund 260 Personen befördert werden. Pro Seite sind fünf Türen vorhanden, drei doppelflügelige in der Mitte der Wagen und zwei einflügelige an den Fahrerständen. An den Türen beträgt die Fußbodenhöhe 350 Millimeter. Zu den Drehgestellen hin wird der Fußboden mit Rampen auf 500 Millimeter angehoben. Die Raddurchmesser liegen zwischen 580 und 640 Millimetern. Alle Achsen werden mit 100 kW leistenden Motoren angetrieben. Im Innenraum wurden Holzsitze mit rotem Stoffbezug eingebaut. Über den Drehgestellen sind die Sitze auf Podesten angeordnet.
Nach Angaben des Straßenbahnbetriebs lag der Energieverbrauch im Jahr 2023 bei etwa 500 kWh für eine Strecke von 100 Kilometer.

## ForCity Smart für Deutschland (ForCity Smart RNV)
Die Rhein-Neckar-Verkehr bestellte im Juni 2018 achtzig Zweirichtungswagen vom Typ ForCity Smart in drei Längen. Der Auftrag besteht aus 31 Dreiteilern mit 30 m Länge (Werksbezeichnung Škoda 36T), 37 Vierteilern mit 40 m Länge (Werksbezeichnung Škoda 37T) und 12 Sechsteilern mit 60 m Länge (Werksbezeichnung Škoda 38T). Die vier- und sechsteiligen Einheiten sollen in der Werkstatt in zwei eigenständige Teile getrennt werden können. Es wurde eine Option auf die Lieferung weiterer 34 Wagen vereinbart. Ursprünglich sollten die ersten Fahrzeuge im Jahr 2021 geliefert werden. Die Auslieferung verzögert sich jedoch bis Sommer 2022. Als Gründe wurden umfangreiche Änderungen der Konstruktion für mehr Barrierefreiheit genannt. Die RNV nennt diese Straßenbahnwagen Rhein-Neckar-Tram 2020 oder kurz RNT 2020. Damit die Triebwagen auch kurze Strecken ohne Oberleitung fahren können, sollen sie für den Einbau von Akkus vorbereitet werden.